# М45 (ракета)
 Тази статия е за балистичната ракета М45.  За звездният куп вижте M45.  
М45 е основната френска междуконтинентална балистична ракета, разработена от Aerospatiale. Разработването ѝ започва в началото на 1980-те години, с първо успешно пробно изстрелване на пълен обсег през март 1986 г. Ново изстрелване е осъществено в нощта на 1 срещу 2 юни 2004, като ракетата успешно удря целта си във Френска Гвиана. Първоначално е било планирано ракетите да са с шахтово базиране, но впоследствие е взето решение да бъдат базирани на подводниците клас Triomphant. В експлоатация са три такива подводници, всяка с 16 ракети М45 на борда. Всяка М45 пренася 6 термоядрени бойни глави TN-75 с мощност 110 килотона.